# Crowley (Texas)
Crowley város az USA Texas államában, Johnson és Tarrant megyében. Lakosainak száma 18 070 fő (2020. április 1.).

## Népesség
A település népességének változása:

| 2010 | 12 838 |
| 2020 | 18 070 |